# Pizzo (mafia)
En el sur de Italia, el pizzo es una forma de extorsión a los comerciantes locales por parte de las mafias italianas, por lo general, bajo coacción; también se le denomina "protección". El término deriva del siciliano pizzu (pico de un ave). En idioma siciliano "fari vagnari 'u pizzu" significa pagar la protección. La práctica está muy extendida en el sur de Italia, no solo por la Cosa Nostra, sino también por la 'Ndrangheta en Calabria y la Camorra en Campania.
Otro explicación etimológica se refiere al derecho que tenían los capataces para apropiarse de una parte de la cosecha de los campesinos. El pago del pizzo también puede ser en especie, por ejemplo, obligar a una empresa a contratar a alguien (a menudo un miembro de una organización delictiva), la prestación obligatoria de servicios por parte de las empresas controladas por la mafia, así como la subcontratación a empresas controladas por la mafia.
Las empresas que se niegan a pagar el pizzo pueden sufrir actos delictivos como incendios intencionados. A cambio, las empresas reciben "protección" y pueden recurrir a los mafiosos del barrio para reducir la burocracia o resolver conflictos con otros comerciantes. La recolección del pizzo mantiene a la mafia en contacto con la comunidad y le permite "controlar su territorio".

## La "mayor empresa" de Italia
De acuerdo con las estimaciones de la policía antimafia, el crimen organizado recolecta alrededor de 30 mil millones de euros al año con el pizzo, no sólo en Sicilia sino también en Calabria, Nápoles y el Norte de Italia, cada vez más infiltrado por clanes mafiosos del sur. Un informe publicado en 2007 por Confesercenti, la Asociación italiana de minoristas, estima que las organizaciones de tipo mafioso, – incluyendo la 'Ndrangheta y la Camorra, así como la Cosa Nostra siciliana – tiene una facturación de 90 mil millones de euros al año, o, lo que es lo mismo, un 7% del PIB italiano, convirtiéndola en la "mayor empresa" del país.
En la provincia de Palermo la mafia recauda más de 160 millones de euros al año en tiendas y negocios, diez veces más para toda la isla, según las estimaciones de los investigadores. Alrededor del 80 por ciento de las empresas sicilianas pagan el pizzo. Según una investigación realizada por la Universidad de Palermo, el pizzo se eleva a 457 euros al mes para los comerciantes minoristas y 578 para los hoteles y restaurantes, pero las empresas de construcción tienen que pagar más de 2.000 euros al mes, según el diario económico Il Sole 24 Ore.
En diciembre de 2007, el periódico La Repubblica publicó una lista de empresas que pagaban el pizzo al jefe de la mafia Salvatore Lo Piccolo - detenido en noviembre de 2007. Los pagos iban desde 250 euros para las empresas más pequeñas a 30.000 euros para las más grandes.

## Anti-pizzo
Uno de los primeros en negarse a pagar el pizzo fue Libero Grassi, un hombre de negocios de Palermo. El 10 de enero de 1991, escribió una carta abierta al periódico local Giornale di Sicilia. Publicada en la página principal, se dirigió a un anónimo "Estimado extorsionista". Este hecho causó un gran revuelo, y apenas siete meses después, el 29 de agosto de 1991, Grassi fue asesinado por la mafia
En 2004, AddioPizzo – asociación de consumidores concienciados con la causa liderada por una generación cuya adolescencia se caracterizó por los asesinatos de los jueces antimafia, periodistas y hombres de negocios – frustrado con el dominio de la mafia sobre la economía local y la vida política, invadió Palermo con pegatinas con el lema: "Un pueblo que paga el pizzo es un pueblo sin dignidad." Organizan manifestaciones vestidos de negro con camisetas con el logotipo de AddioPizzo, un círculo roto con una X en el centro y las palabras "Consumo crítico".